# テリー・ブロウズ
テリー・デイル・ブロウズ（Terry Dale Burrows , 1968年11月28日 - ）は、アメリカ合衆国ルイジアナ州出身の元プロ野球選手（投手）。

## 来歴・人物
マクニーズ州立大学から、1990年のMLBドラフト7巡目でテキサス・レンジャーズに指名を受け入団。1994年6月12日にメジャー初登板を果たす。
1996年のシーズン途中、ミルウォーキー・ブルワーズに移籍。
1997年は、サンディエゴ・パドレスでプレーした。同年の秋にはNPBの千葉ロッテマリーンズの入団テストを受けたが、不合格になっている。
1998年は、ボルチモア・オリオールズ傘下3Aのロチェスター・レッドウイングスに所属し、インターナショナルリーグで防御率1位の成績を残した。同年以降、メジャーでの登板は無い。
2000年は、オークランド・アスレチックス傘下3Aのサクラメント・リバーキャッツに所属していたが、オリックス・ブルーウェーブからオファーを受け、契約金と年俸合わせて38万ドル（当時のレートで約4000万円、金額は推定）で4月21日に1年契約を結んだ。
4月26日に来日すると、4月30日の対近鉄戦で早くも初登板・初先発を務め、勝利を挙げている。そのまま先発ローテーションに入り4試合で3勝を挙げたものの、5月14日の対ロッテ戦と5月28日の対ダイエー戦ではともに9失点と大きく崩れた。6月1日の対西武戦で0回2/3でノックアウトされると、以後はシーズン終盤まで中継ぎに回った。シーズン終了後、具臺晟の獲得などもあり、11月30日に退団が発表された。
2001年はメキシカンリーグとマイナーリーグでプレーし、同年限りで引退した。

## プレースタイル・人物
制球が非常に悪く、2000年6月3日の対近鉄戦では3番手でマウンドに上がったが、3者連続を含む1試合4個の押し出しというNPB最多タイ記録を残している。また、この試合では直前に登板した小林宏、岩下修一とあわせて6連続四死球も記録し、NPBの1イニング最多記録に並んでいる。3人で17失点を喫したが、ブロウズの後には野手の五十嵐章人がマウンドに上がって1回無失点に抑え、史上2人目の全ポジションでの出場を果たしている。

## 詳細情報

### 年度別投手成績
| 年 度    | 球 団      | 登 板 | 先 発 | 完 投 | 完 封 | 無 四 球 | 勝 利 | 敗 戦 | セ 丨 ブ | ホ 丨 ル ド | 勝 率 | 打 者 | 投 球 回 | 被 安 打 | 被 本 塁 打 | 与 四 球 | 敬 遠 | 与 死 球 | 奪 三 振 | 暴 投 | ボ 丨 ク | 失 点 | 自 責 点 | 防 御 率 | W H I P |
| -------- | ---------- | ----- | ----- | ----- | ----- | -------- | ----- | ----- | -------- | ----------- | ----- | ----- | -------- | -------- | ----------- | -------- | ----- | -------- | -------- | ----- | -------- | ----- | -------- | -------- | ------- |
| 1994     | TEX        | 1     | 0     | 0     | 0     | 0        | 0     | 0     | 0        | --          | --    | 5     | 1        | 1        | 1           | 1        | 0     | 0        | 0        | 0     | 0        | 1     | 1        | 9.00     | 2.00    |
| 1995     | TEX        | 28    | 3     | 0     | 0     | 0        | 2     | 2     | 1        | --          | .500  | 207   | 44.2     | 60       | 11          | 19       | 0     | 2        | 22       | 4     | 0        | 37    | 32       | 6.45     | 1.77    |
| 1996     | MIL        | 8     | 0     | 0     | 0     | 0        | 2     | 0     | 0        | --          | 1.000 | 58    | 12.2     | 12       | 2           | 10       | 0     | 1        | 5        | 0     | 0        | 4     | 4        | 2.84     | 1.74    |
| 1997     | SD         | 13    | 0     | 0     | 0     | 0        | 0     | 2     | 0        | --          | .000  | 52    | 10.1     | 12       | 1           | 8        | 1     | 1        | 8        | 0     | 0        | 13    | 12       | 10.45    | 1.94    |
| 2000     | オリックス | 14    | 9     | 1     | 0     | 0        | 5     | 4     | 0        | --          | .556  | 309   | 68.1     | 74       | 7           | 40       | 0     | 3        | 45       | 1     | 6        | 48    | 41       | 5.40     | 1.67    |
| MLB：4年 | MLB：4年   | 50    | 3     | 0     | 0     | 0        | 4     | 4     | 1        | --          | .500  | 322   | 68.2     | 85       | 15          | 38       | 1     | 4        | 35       | 4     | 0        | 55    | 49       | 6.42     | 1.79    |
| NPB：1年 | NPB：1年   | 14    | 9     | 1     | 0     | 0        | 5     | 4     | 0        | --          | .556  | 309   | 68.1     | 74       | 7           | 40       | 0     | 3        | 45       | 1     | 6        | 48    | 41       | 5.40     | 1.67    |

- 各年度の太字はリーグ最高
- 「-」は記録なし

### 記録
NPB
- 初登板・初先発・初勝利：2000年4月30日、対大阪近鉄バファローズ5回戦（大阪ドーム）、5回1/3無失点
- 初奪三振：同上、2回裏にタフィ・ローズから
- 初完投：2000年10月15日、対千葉ロッテマリーンズ26回戦（千葉マリンスタジアム）、8回4失点（自責点3）で敗戦投手
- 1試合4個の押し出し：2000年6月3日、対大阪近鉄バファローズ9回戦（大阪ドーム）、3回裏に3つ・8回裏に1つ　※史上7人目（最多タイ記録）

### 背番号
- 38 （1994年 - 1995年）
- 53 （1995年）
- 39 （1996年）
- 33 （1997年）
- 43 （2000年）